# Caverna Morro Preto
Caverna Morro Preto, oficialmente Gruta do Morro Preto I, é uma caverna pertencentes ao PETAR, localizado na cidade de Iporanga, é considerada um Geossitio de Relevância Nacional. 

## Caracterização
Caverna Morro Preto tem seus atrativos são espeleológicos, tendo como suas principais funções o viés educacional e turístico (recreativo) de interesse ecológico.   Com 832 m de extensão
e desnível de 61 m.
Em verdade a Gruta Morro Preto e a Caverna do Couto são partes de uma única cavidade, fazendo parte do Sistema Cárstico Onça Parda - Morro Preto – Couto. O acesso a gruta é realizado por um pórtico de média altura, que possui uma concentração de grandiosas esta estalactites e colunas ornamentadas, mas também dá para notar no chão resquícios de escavação arqueológica. Ainda na entrada é possível notar grandes quantidades de carapaças de moluscos deixados por ocupações humanas pré históricas.
Passando pelo pórtico é possível notar uma grande quantidade de colunas, blocos e lajes quebradas por ações naturais de grande força, em verdade é um bom exemplo de incasão (desplacamento de blocos), no mesmo salão é possível encontrar espeleotemas de grande porte em posição invertida, ou caídos. Também rachaduras em colunas pelo processo de acomodação.

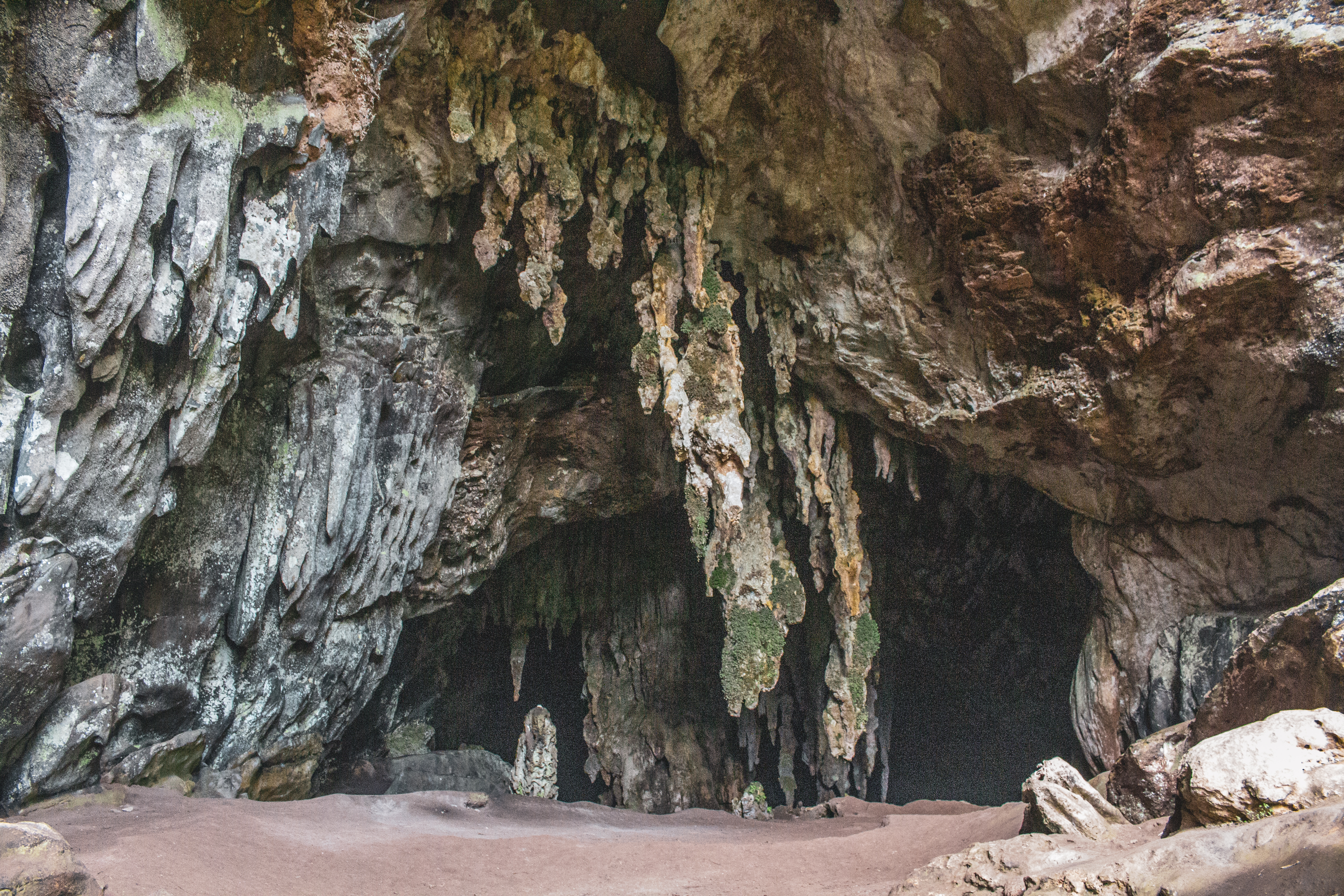
Entrada da caverna
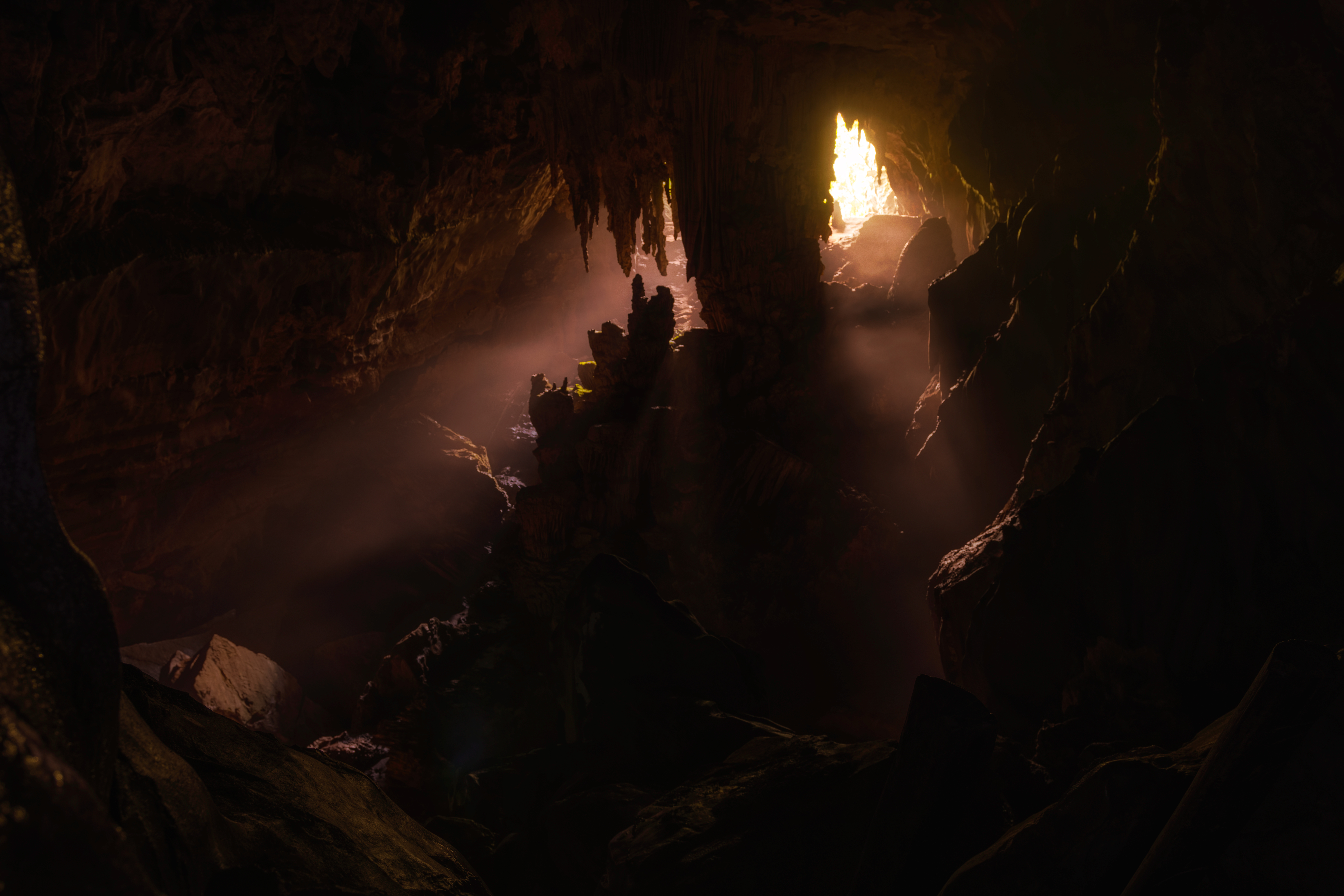
Caverna
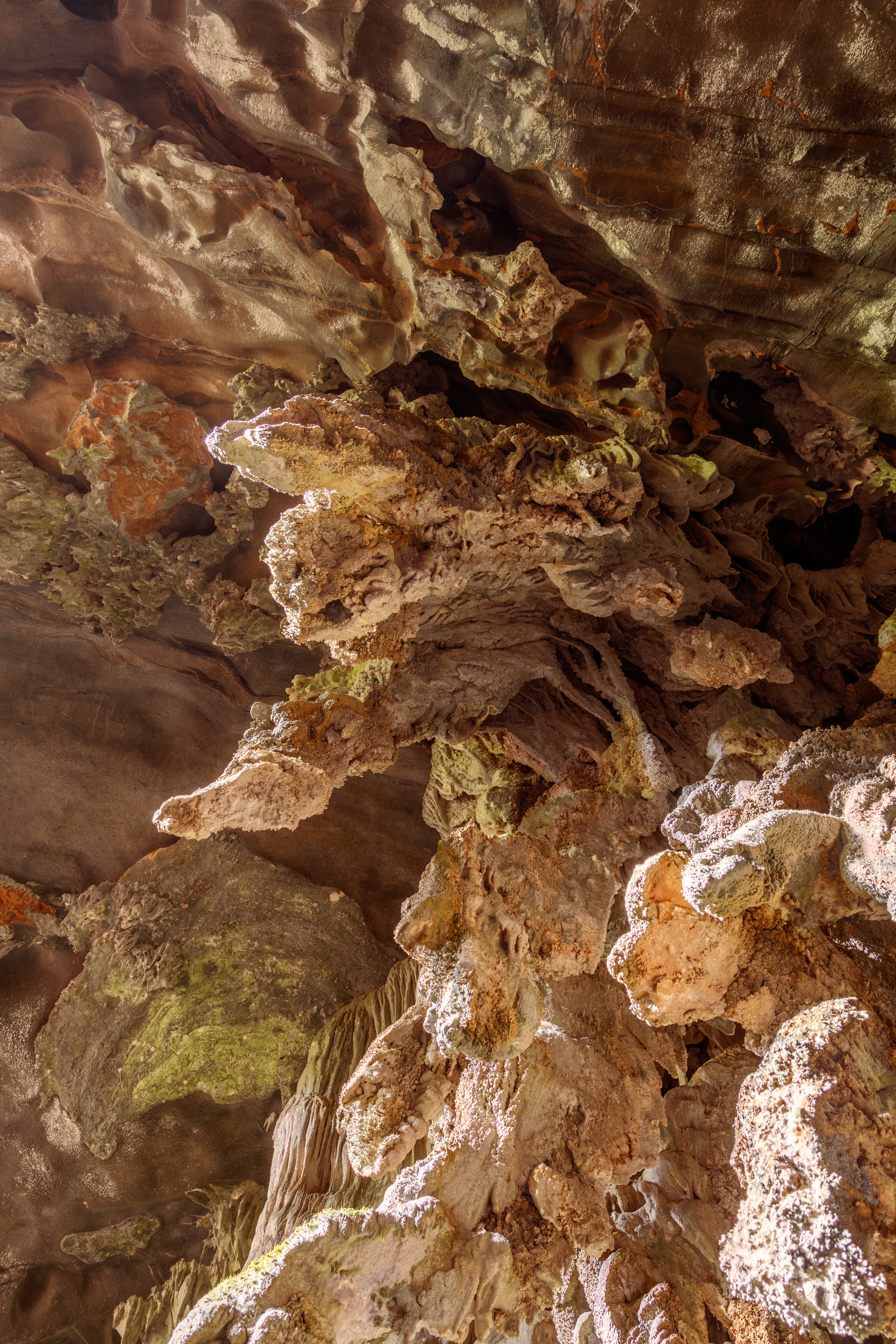
Colunas e estalactites ornamentadas
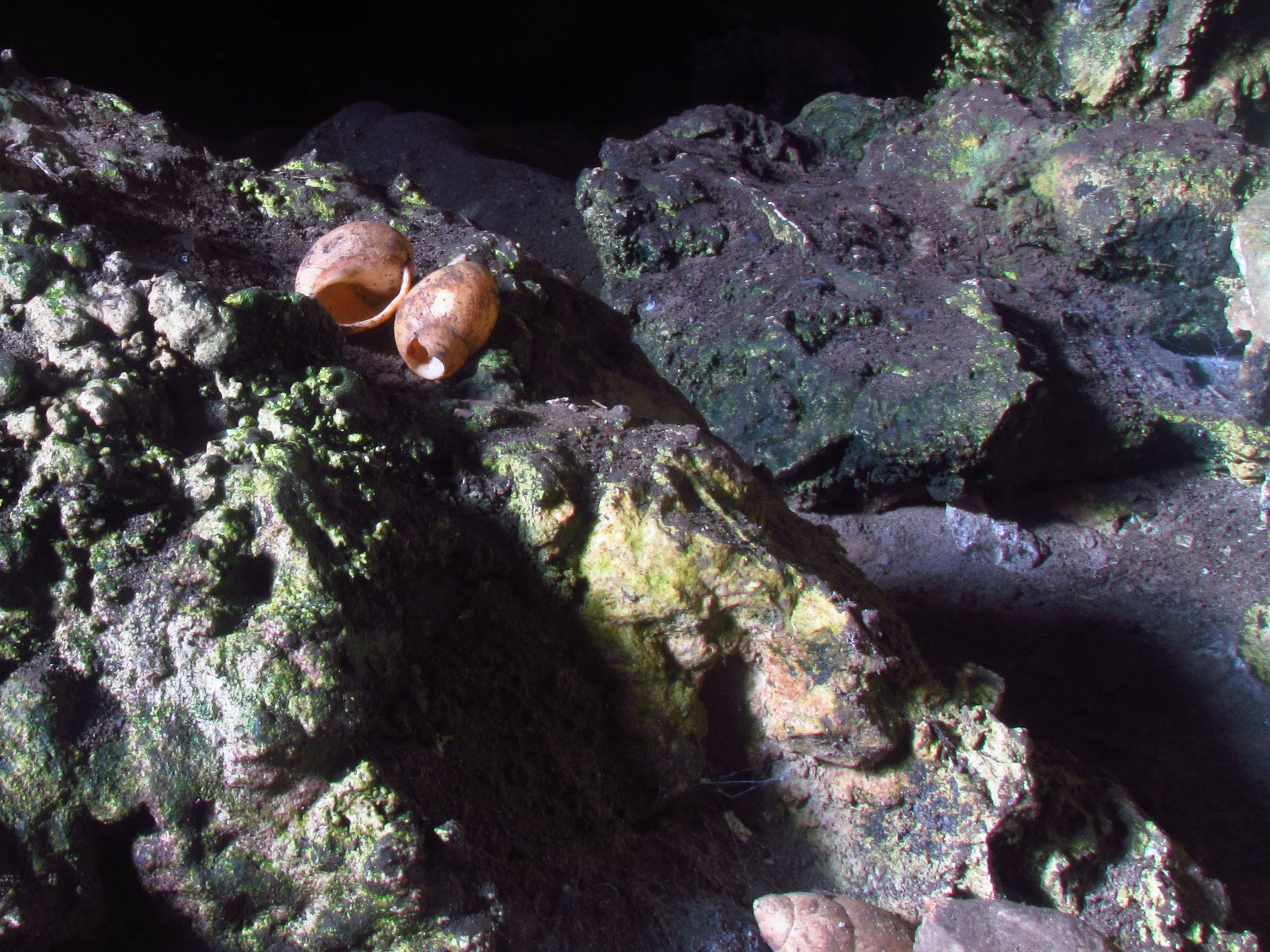
Carapaças oriundas de atividades humanas
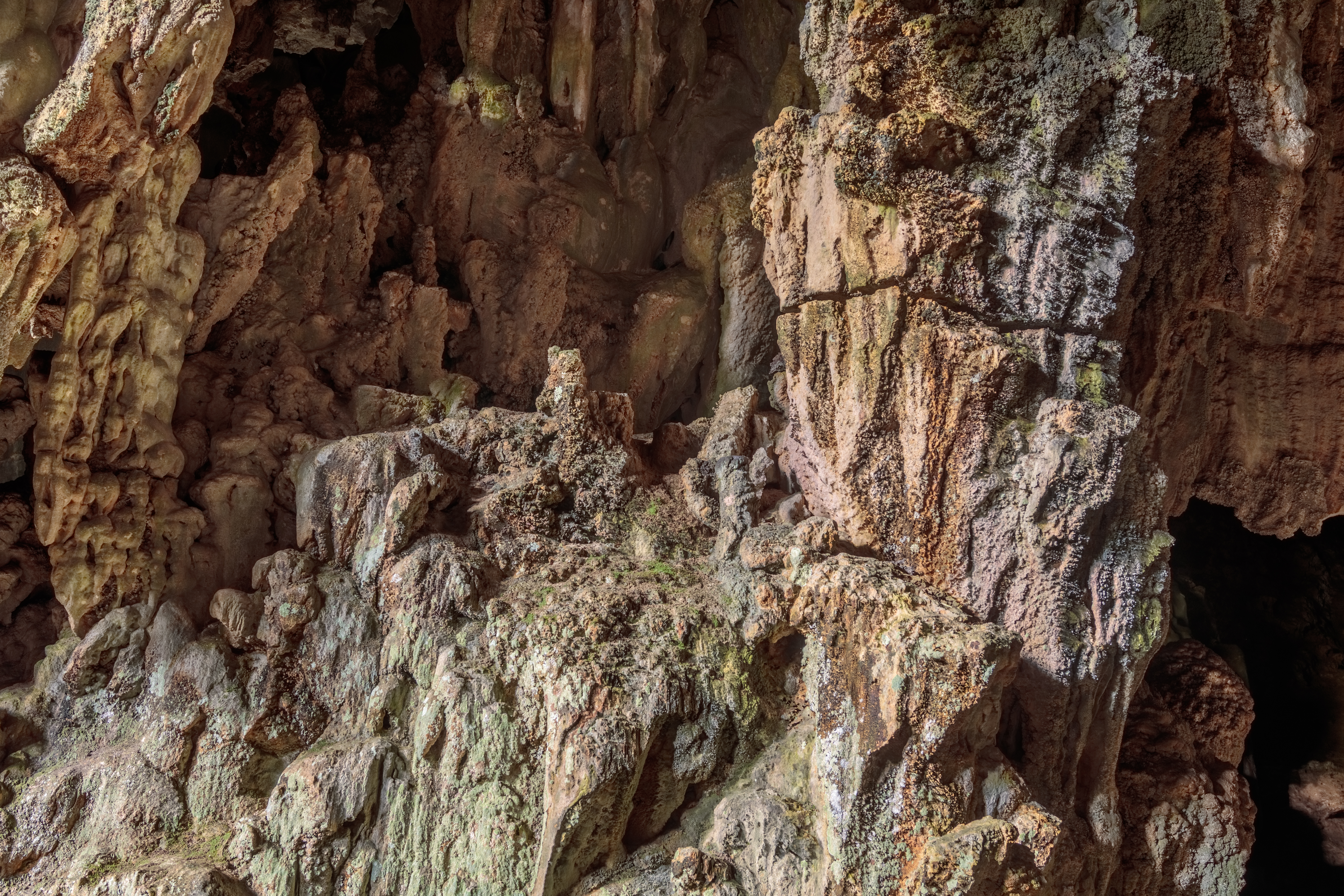
Coluna rachada decorrente de processo de acomodação
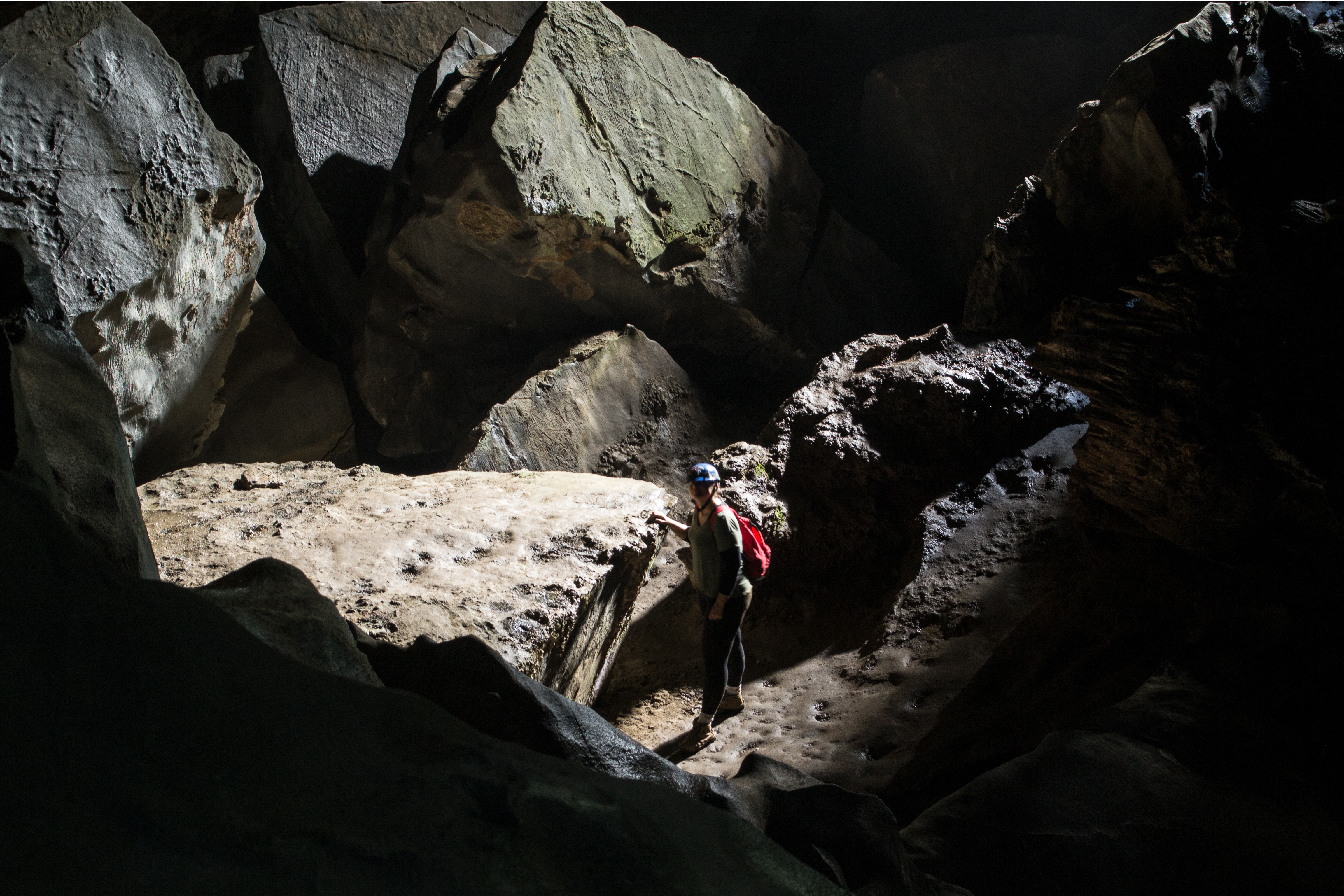
Blocos abatidos

Na lateral esquerda da gruta, é presente uma das mais antigas senão a formação mais antiga presente nesta, um afloramento de que pequenos pedants, provindos de um processo de anastomose, ainda encontramos 
espeleotemas e depósitos sedimentares, estalagmite erodida que exibe os anéis de crescimento.

## Histórico
Registrada em 1908 por Richard Krone, como caverna n° 21, o naturalista e paleontólogo realiza os primeiros croquis e descreve a presença de líticos e cerâmicos, fogueiras e grande quantidade de carapaças de moluscos, normais a ocupação humana. 
Nos 1960 explorações espeleológicas foram realizadas nesta gruta, em 1964 Le Bret e Lourival de Campos Novo realizaram sua topografia.
Com a abertura efetiva do PETAR, a caverna começou a receber constantes visitas, tendo um aumento expressivo no volume nos anos 90.
Em 1986 Erika Robrahn e Paulo De Blasis realizaram uma expedição que chamaram de "Missão de salvamento arqueológico" no qual encontraram baixa quantidade de material arqueológico na caverna, entretanto camadas expeças de cinzas oriundas de fogueiras, principalmente na área externa da caverna. 
Ainda nos anos 90 o Instituto de Geociências da USP e o Grupo Pierre Martin de Espeleologia redesenharam o mapa da caverna, e é esse ainda o atualmente utilizado.

## Biodiversidade

### Flora
Na entrada da caverna é possível encontrar algumas espécies de vegetação arbórea, dentre delas figueiras, juçaras ("palmito juçara") e embaúbas. Também é presente espécies de pimentas, urtigas, incluindo a urtiga bronca e monilófitas (samambaias, por exemplo). 

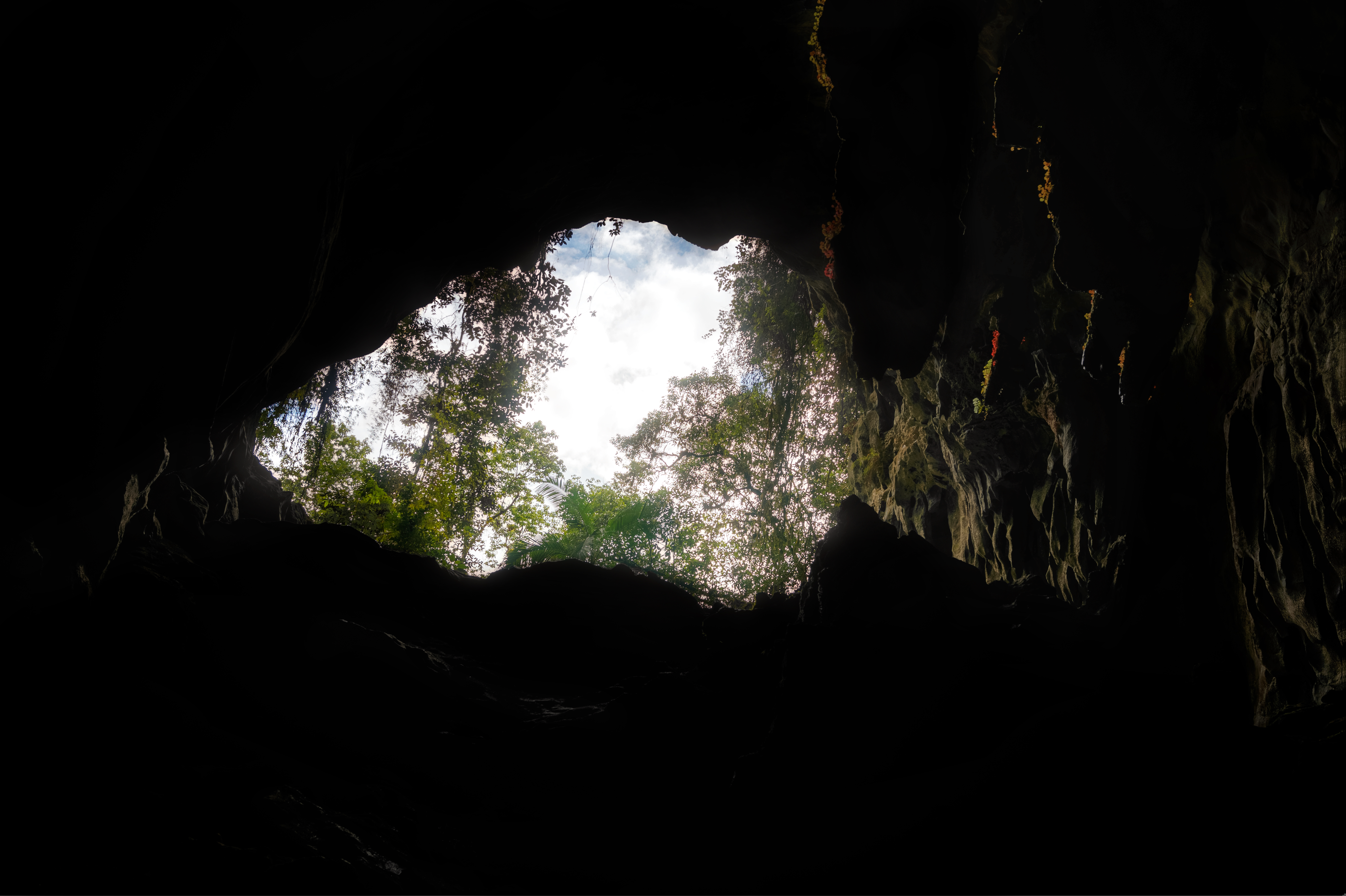
Detalhes da vegetação da entrada da caverna
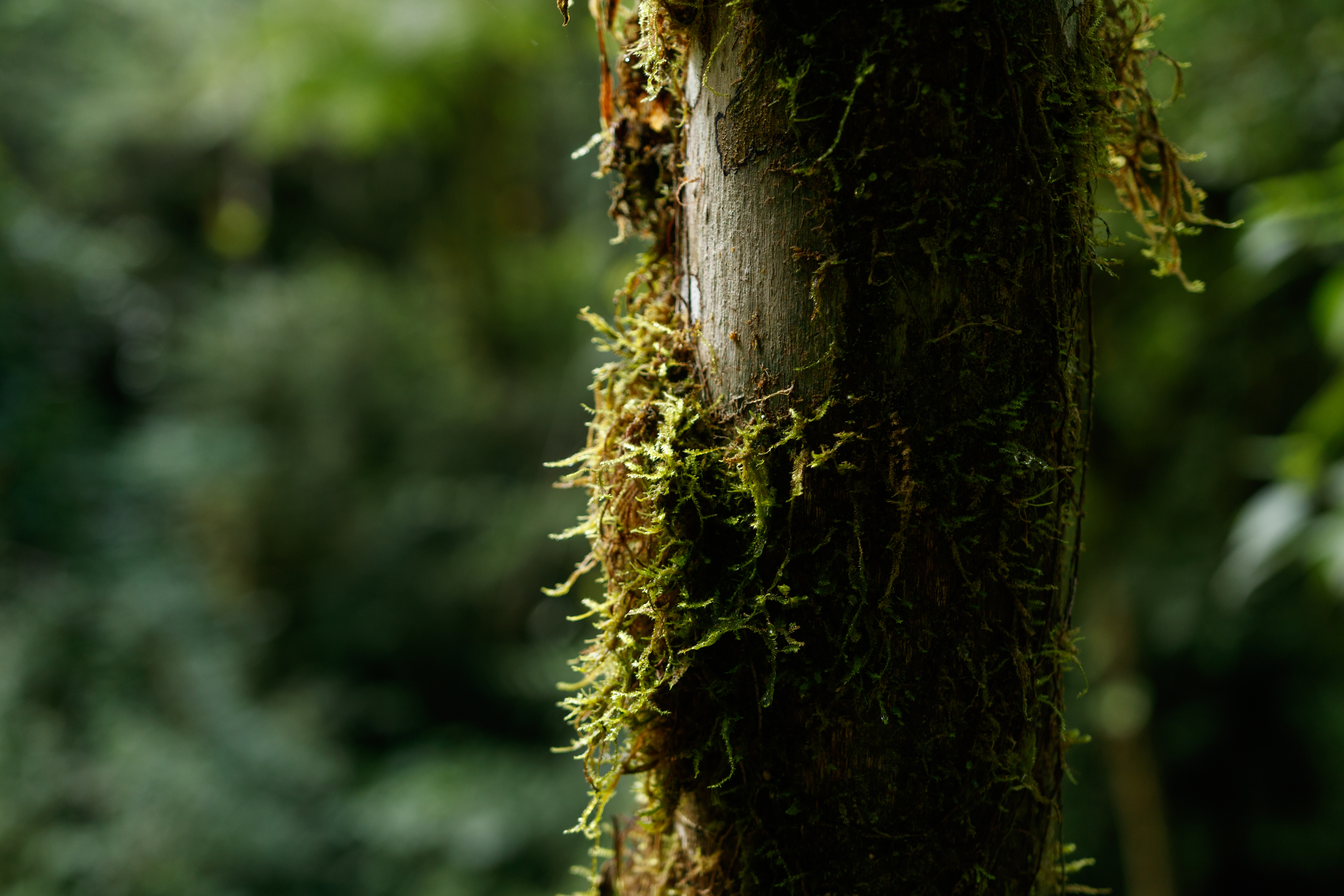
Tronco de juçara
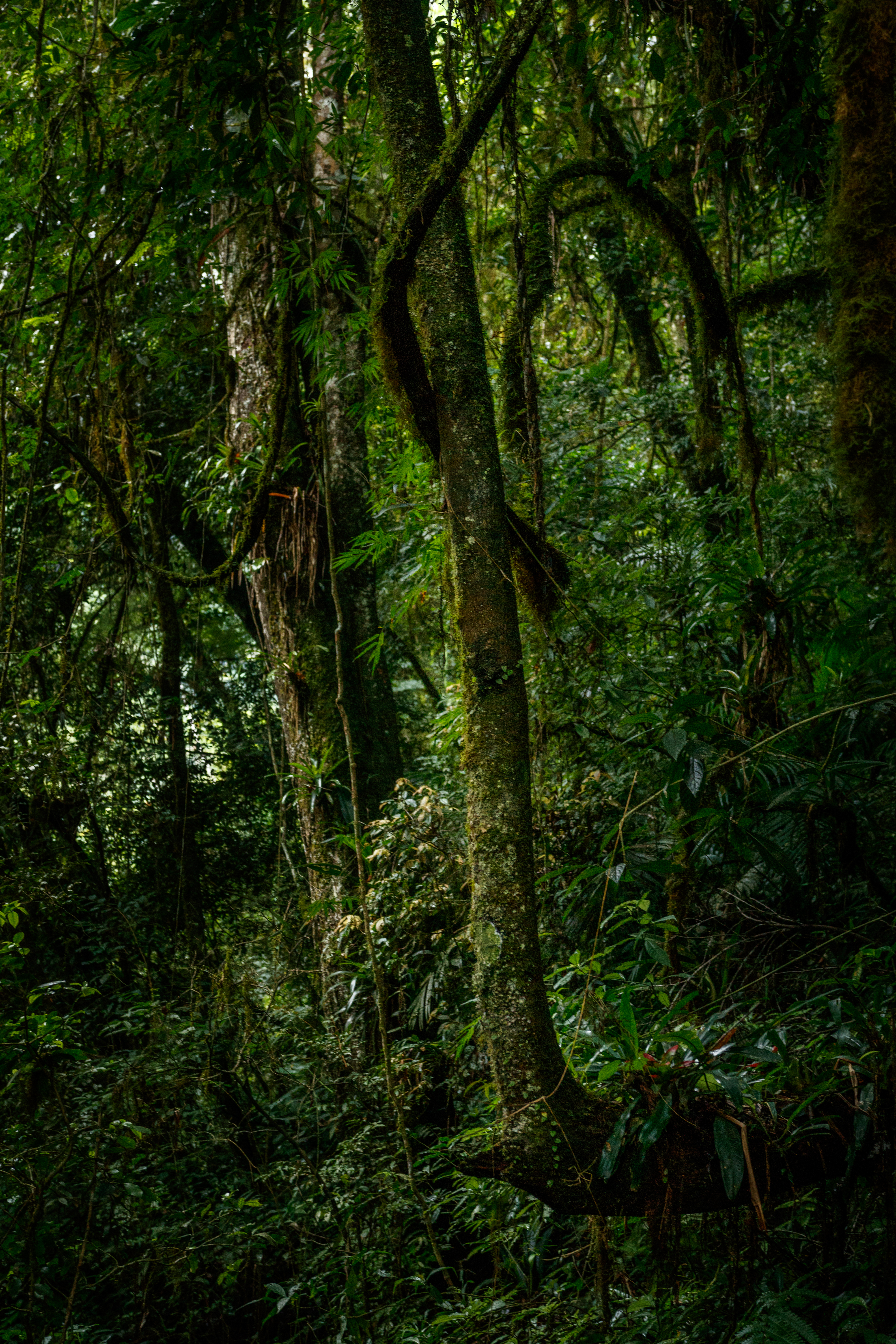
Mata próxima a entrada da caverna

### Fauna
Já foram registrados na caverna mais de 57 espécies terrestres, sendo dessas 2 apenas apresentando troglomorfismos.  Dentre os invertebrados , dentre os vertebrados 8 espécies de morcego e cuíca-d'água e lontra-neotropical.